# 黄光烈
黄光烈（1975年8月—），广东陆丰人，曾长期工作于广州市第一人民医院、广州市皮肤病防治所。2016年1月任广州市第一人民医院副院长，2017年12月任党委书记，2021年3月调任广州市卫生健康委员会党组书记、主任，同年8月因应对疫情不力被给予党内严重警告、政务记大过处分，免职处理。
2024年3月任广州市政府副秘书长（市正局级）。